# Хартиена луна
„Хартиена луна“ (на английски: Paper Moon) е американска комедия от 1973 на режисьора Питър Богданович с участието на Райън О'Нийл и Маделин Кан.

## Сюжет
Америка през голямата депресия. Всеки се опитва да оцелее по някакъв начин, включително и нещастния измамник Моузес Прай, който знае много относително честни начини за изкарване на пари от населението. Завръщайки се за погребението на бившата си приятелка, той получава в тежест мрачно и сърдито 9-годишено сираче, като е помолен да я заведе при леля и. Скоро момичето започва да му помага в незначителните му измами пътувайки с него из Канзас.

## В ролите
| Актьор           | Роля                               |
| ---------------- | ---------------------------------- |
| Райън О'Нийл     | Моузес Прай                        |
| Маделин Кан      | Трикси Делайт                      |
| Татум О'Нийл     | Еди Логинс                         |
| Джон Хилерман    | Помощник шериф Хардин/ Джес Хардин |
| Пи Джей Джонсън  | Аймоджин                           |
| Джеси Ли Фултън  | Мис Оли                            |
| Ранди Куейд      | Лерой                              |
| Роуз-Мери Рамбли | Леля Били                          |